# Lycia degtjarevae
Lycia degtjarevae är en fjärilsart som beskrevs av Jaan Viidalepp 1986. Lycia degtjarevae ingår i släktet Lycia och familjen mätare, Geometridae. Inga underarter finns listade i Catalogue of Life.